# Феркешешть-Мошнень
Феркешешть-Мошнень, Феркешешті-Мошнені (рум. Fărcășești-Moșneni) — село у повіті Горж в Румунії. Входить до складу комуни Феркешешть.
Село розташоване на відстані 235 км на захід від Бухареста, 18 км на південь від Тиргу-Жіу, 78 км на північний захід від Крайови.

## Населення
За даними перепису населення 2002 року у селі проживали 397 осіб, з них 396 осіб (99,7%) румунів. Рідною мовою 396 осіб (99,7%) назвали румунську.